# Engelbert Humperdinck (cântăreț)
Engelbert Humperdinck (alias Engelbert, de fapt Arnold George Dorsey; n. 2 mai 1936, Chennai, India Britanică), India) este un cântăreț britanic. Numele de scenă sub care a devenit foarte cunoscut este numele unui compozitor german care a trăit în secolul al XIX-lea, cunoscut mai ales pentru capodopera sa lirică pentru copii Hänsel und Gretel. Engelbert Humperdinck nu este doar un solist apreciat, ci și un compozitor de muzică de film, apărând adeseori însă și ca actor în filme (alături de longevivul Christopher Lee) sau seriale de televiziune. A participat la Eurovision 2012 cu piesa Love Will Set You Free.

## Din repertoriu
- Am I That Easy to Forget?
- Please Release Me
- The Last Waltz
- There Goes My Everything
- After the Lovin'
- As long as I can) Dream with you
- I wanna rock you in my wildest dreams
- Red roses for my lady
- Hand in Hand

## Selecțiuni discografice
- Release Me (1966)
- Last Waltz (1967)
- A Man Without Love (1968)
- Engelbert (1969)
- Engelbert Humperdinck (1969)
- We Made It Happen (1970)
- Sweetheart (1971)
- Another Time, Another Place (1971)
- Live At The Riviera Las Vegas (1972)
- In Time (1972)
- Engelbert King Of Hearts (1973)
- My Love (1973)
- The World Of Engelbert Humperdinck (1975)
- After The Lovin' (1976)
- Miracles (1977)
- Christmas Tyme (1977)
- Engelbert Sings For You (1977)
- Time For Us (1977)
- The Last Of The Romantics (1978)
- Love Letters (1978)
- This Moment In Time (1979)
- Engelbert Sings The Hits (1979)
- Love's Only Love (1980)
- A Merry Christmas With Engelbert Humperdinck (1980)
- Don't You Love Me Anymore? (1981)
- Loving You Losing You (1982)
- Misty Blue (1982)
- You And Your Lover (1983)
- Getting Sentimental (1985)
- Remember I Love You (1987)
- Live In Concert / All Of Me (1988)
- Love Is The Reason (1988)
- Christmas Tyme (1989)
- Live Concert (1989)
- In Love (1989)
- Red Roses For My Lady (1989)
- Step Into My Life (1990)
- Engelbert Heart Of Gold (1991)
- Hello Out There (1992)
- Love Has Been A Friend Of Mine (1993)
- Yours (1993)
- Yours: Quiereme Mucho (1993)
- Evening With Engelbert Humperdinck (1994)
- I Love You (1994)
- Step Into My Life (1994)
- Christmas Eve (1995)
- Love Unchained (1995)
- Engelbert - Sings The Classics (1995)
- Magic Night (1995)
- Magic Of Christmas (1995)
- Sings Ballads (1995)
- Sings Classics (1995)
- You Are So Beautiful (1995)
- After Dark (1996)
- Live In Japan (1996)
- Feelings (1996)
- From The Heart (1996)
- The Dance Album (1998)
- Evening With Engelbert Humperdinck (1998)
- Merry Christmas With Engelbert Humperdinck (1998)
- In The Still Of The Night: 20 Beautiful Love Songs (1999)
- Live At The Royal Albert Hall (1999)
- \#1 Love Songs Of All Time (2000)
- Evening With Engelbert Humperdinck (2000)
- Evening With Engelbert & The Royal Philharmonic Orchestra (2000)
- Love Songs (2001)
- It's All In The Game (2001)
- I Want To Wake Up With You (2001)
- Red Sails In The Sunset (2001)
- Love Is The Reason (2001)
- You Belong To My Heart (2002)
- A Night To Remember (2002)
- Definition Of Love (2003)
- Engelbert Humperdinck Live (2003)
- Always Hear The Harmony: The Gospel Sessions (2003)
- Let There Be Love (2005)
- Dance Album (2006)
- Totally Amazing (2006)
- The Winding Road (2007)